# Holiday Inn (brano musicale)
Holiday Inn è un brano composto ed interpretato da Elton John; il testo è di Bernie Taupin. Proviene dall'album del 1971 Madman Across the Water, del quale è la sesta traccia.
La canzone mette in evidenza il chitarrista Davey Johnstone (stavolta al mandolino) in una delle sue prime collaborazioni con Elton; in seguito diventerà un membro della Elton John Band. Spiccano comunque anche il batterista Roger Pope, il bassista Dave Glover, il chitarrista Caleb Quaye e dieci validi cantanti di sottofondo.
Il testo di Taupin sembra denigrare le catene americane di hotel, costituite da edifici spesso identici fra loro.
Del brano esiste anche una demo, pubblicata nel 1994 sulla raccolta The Unsurpassed Dick James Demos, che mostra Elton totalmente solo al pianoforte; fra l'altro, John canta anche una strofa non presente nella versione originale.